# Протистояння в Луганську (1918)
Протистояння в Луганську — збройне протистояння між луганським Виконкомом, який спирався на Червону гвардію Луганська, з одного боку, і анархістами на бронепотязі, з іншого боку.

## Передісторія

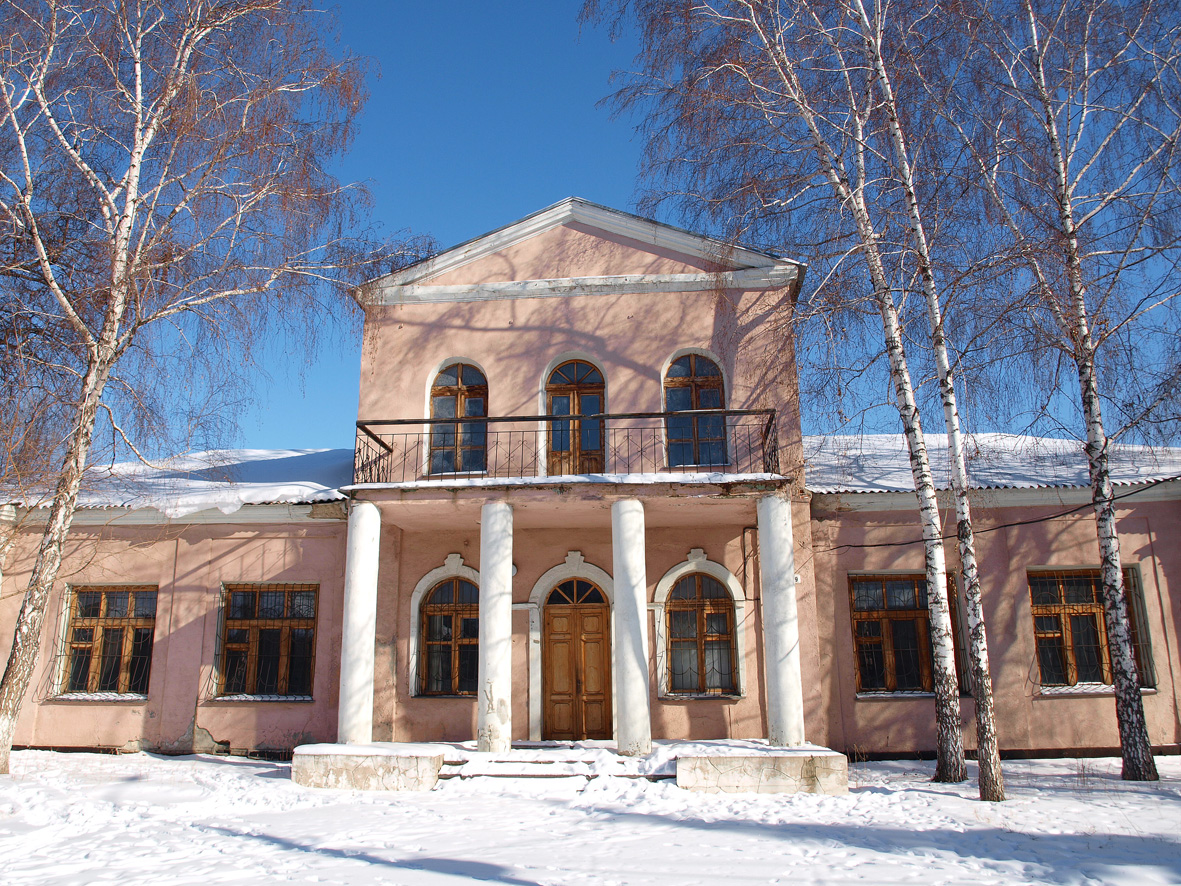
Будинок предводителя дворянства Сергія Іллєнка, який зайняли анархісти та обстріляли більшовики у лютому 1918 р.

8 лютого 1918 року загін Юрія Сабліна покинув Луганськ, у якому перебували орієнтовно з 26-27 грудня 1917 року. 

## Прибуття в Луганськ Чорноморського загону
Через кілька днів в місто прибув бронепотяг із загоном моряків Чорноморського флоту на чолі з Олександром Каскою, значну частину якого становили анархісти та ліві есери. 
Представник бронепотягу прибув до виконкому Луганської ради робітничих депутатів і зажадав видати їм ряд речей, в тому числі шкіряні костюми, дамську білизну, вина та ін. Виконком їм в цьому відмовив, але пообіцяв виділити продовольство. Тоді анархісти вимагали дати їм дозвіл на провадження реквізиції серед містян. У цьому виконком їм також відмовив.

## Бій за будинок Сергія Іллєнка
Моряки та місцеві анархісти зайняли будинок Сергія Іллєнка (пров. Наталіївський, 9). Анархісти з бронепотяга скликали загальні збори Червоної гвардії Луганська, на якому скаржилися на луганський виконком, і вели анархістську агітацію.
Після цього луганський виконком ухвалив рішення роззброїти бронепотяг і загін місцевих анархістів. Будинок Сергія Іллєнка, де знаходився штаб анархістів, оточила червона гвардія і запропонувала анархістам покинути місто. Анархісти відмовилися, і тоді по будівлі був відкритий вогонь з артилерії. В результаті зіткнення загинуло дві особи.
Анархісти відійшли до свого бронепотяга та почали готуватись до від'їзду.

## Полонення Олександра Пархоменка
23 лютого начальник Червоної гвардії Луганська Олександр Пархоменко прийшов на залізничний вокзал. Анархісти повідомили йому, що від'їжджають, схопили Пархоменка, затягли його до вагону і з великою швидкістю виїхали у сторону станції Родакове.
Червона гвардія вирушила навздогін. Вночі на 24 лютого за Родаковим відбувся бій між більшовиками та анархістами. До полону анархістів потрапило ще кілька більшовиків. 
24 лютого Луганська рада робітничих депутатів відправила телеграми червоному командиру Юрію Сабліну, у головний штаб Червоної армії  та іншим більшовицьким утворенням за скаргами на Чорноморський загін Олександра Каски Завдяки втручанню Юрія Сабліна конфлікт був врегульований, червоногвардійців звільнили, а командира бронепотяга розстріляли.
У більшовицької літературі 30-х років фінал цього протистояння описувалося трохи інакше:
```
Анархісти, навіть уявити не могли, що чоловік цей виявиться досить сильним: зірвавши з себе мотузки, впоравшись з трьома охоронцями і, схопивши в руки гранату, він увійшов до них у вагон і спокійно сказав: «Відкриваю запис до Червоної гвардії. Хто хоче жити - відправиться зі мною на допомогу робітникам Новочеркаська, а потім отримає свободу. Або ... Викинувши з поїзда свого ватажка, анархісти підкорилися Пархоменко. Під стукіт коліс він розповідав їм про більшовицької партії, а незабаром недавній бранець став їх командиром.
[
6
]
```

## У культурі
- Події показані у фільмі «Олександр Пархоменко» (1942).